# Bhopalska nesreča
Bhopalska nesreča (imenovana tudi plinska tragedija v Bhopalu) velja za najhujšo industrijsko nesrečo na svetu. Zgodila se je v noči iz 2. na 3. december leta 1984 v Bhopalu, v tovarni pesticidov Union Carbide India Limited (UCIL) v Madja Pradeš v Indiji.
Izpustu strupenega plina metil izocianata in drugih kemikalij iz tovarne je bilo izpostavljeno več sto tisoč ljudi. Ocene glede smrtnih žrtev se razlikujejo. Prva uradna potrditev takojšnjih smrtnih žrtev je bila 2.256 ljudi in vlada iz Madja Pradeš je potrdila, da je v nesreči umrlo 3.787 ljudi. Ostale vladne organizacije so ocenile, da je smrtonosni plin terjal približno 15.000 žrtev, drugi pa ocenjujejo, da je 3.000 ljudi umrlo v nekaj tednih, naslednjih 8.000 ljudi pa je umrlo od bolezni, povezanih s strupenim plinom. Vlada je leta 2006 potrdila, da je uhajanje plina povzročilo 558.125 poškodb, vključno z 38.478 začasnimi in delnimi ter 3.900 hudimi in trajnimi poškodbami.
UCIL je bilo indijsko hčerinsko podjetje korporacije Union Carbide (UCC). Leta 1994 je vrhovno sodišče v Indiji dovolilo korporaciji Union Carbide, da je prodala 50,9 % delnic. Tovarna Bhopal je bila prodana McLeod Russelu (Indija) d.o.o. UCC je leta 2001 kupila tovarna Dow Chemical.
Na Manhattnu (ZDA) in v Indiji v Bhopalu so na okrožnem sodišču v teku civilni in kriminalni postopki, ki vključujejo UCC, zaposlene na UCIL in Andersona Warrena, ki je bil v času nesreče direktor UCC. Junija 2010 je bilo sedem nekdanjih zaposlenih, vključno z nekdanjim predsednikom UCIL v Bhopalu, obsojenih za povzročitev smrti iz malomarnosti. Obsojeni so bili na dve leti zapora in na plačilo globe v vrednosti $2.000, kar je največja kazen, dovoljena po zakonu. Obsojen je bil še en nekdanji zaposleni, ki pa je umrl pred sodbo.

## Ozadje in vzroki
UCIL tovarna je bila zgrajena leta 1969 za proizvodnjo pesticida Sevin (UCCjevo ime znamke za pesticid karbaril), ki vključuje uporabo metil izocianata; slednji deluje kot posrednik. Metil izocianat (MIC) je bil v proizvodnjo dodan leta 1979.
V noči iz 2. na 3. december 1984 je v rezervoar, ki je vseboval 42 ton MICja, vstopila voda. Rezultat eksotermne reakcije je bila povečana temperatura znotraj shranjevalnika, ki je presegala 200 °C. Slednja je povzročila dvig pritiska, zaradi česar se je rezervoar sprostil in spustil v ozračje strupene pline. Pline je nad Bhopal ponesel severozahodni veter.
Teorije o tem, kako naj bi voda vstopila v rezervoar, se razlikujejo. V tistem času so delavci čistili zamašene cevi z vodo, le nekaj metrov stran od rezervoarja. Operaterji so predvidevali, da je zaradi slabega vzdrževanja in puščanja ventilov, prišlo do puščanja vode v rezervoar.  Vendar pa tega vstopa vode v rezervoar niso mogli ponoviti. Tudi pri UCC so se strinjali, da ta pot ni verjetna, saj so domnevali, da je bila voda v rezervoar dodana neposredno, kot posledica sabotaže nezadovoljnega delavca, saj je na vrhu rezervoarja manjkal merilnik pritiska (manometer). Naslednje jutro je UCIL direktor naročil inženirju, da zamenja manometer. UCILova preiskovalna ekipa ni našla nobenega dokaza za takšno povezavo; vendar, preiskava je bila popolnoma pod nadzorom vlade, ki je preprečila dostop UCC preiskovalcem do rezervoarja in zaslišanja operaterjev. Poročila iz leta 1985 tako prikazujejo vzroke zaradi česar je prišlo do katastrofe in kako se je stopnjevala, vendar se v podrobnostih razlikujejo.
Dejavniki, ki vodijo do razsežnosti uhajanja plina, vključujejo:
- shranjevanje MIC v velike rezervoarje, ki so bili polnjeni nad priporočeno količino,
- slabo vzdrževanje po tem, ko je tovarna pričela s proizvodnjo MIC ob koncu leta 1984,
- odpoved več varnostnih sistemov (zaradi slabega vzdrževanja),
- varnostni sistemi so bili izklopljeni, zaradi prihranka denarja - vključno z MIC hladilnim sistemom, ki bi lahko ublažil razsežnosti nesreče.

Dejavniki, ki so še poslabšali stvari, so bili gosta naselitev barakarskih naselij v okolici tovarne, neobstoječ načrt reševanja v primeru nesreče, pomanjkljivosti v zdravstvenem varstvu in socialno-ekonomskem področju.

### Javne informacije
Veliko špekulacij je nastalo v času po nesreči. Zaprtje tovarne pred tujci (tudi UCC), ki ga je odredila indijska vlada ter nedostopnost do objave podatkov javnosti sta še prispevala k vsesplošni zmedi. Zbor za znanstveno in industrijsko raziskovanje (CSIR) je imel do leta 1994 prepoved objave njihovih podatkov o raziskavah o učinkih strupenega plina na zdravje. Prvotno preiskavo sta v celoti izvedla CSIR in CBI (Osrednji raziskovalni urad).

### Proces proizvodnje
UCC je proizvedel karbaril z uporabo metil izocianata kot posrednika. Po tem, ko je bila tovarna v Bhopalu zgrajena, so drugi proizvajalci vključno z Bayer proizvajali karbaril brez MIC, čeprav je bila predelava veliko dražja. Vendar, Bayer uporablja tudi UCC-jev proces v kemični tovarni, ki je bila nekoč v lasti UCC-ja na inštitutu v Zahodni Virginiji v ZDA.

### Ostali dejavniki, ki so prispevali k nesreči
Ostali dejavniki, ki so bili odkriti pri poizvedbi, vključujejo: uporaba bolj nevarne metode proizvoda pesticida, velika shramba metil izocianata, lokacija tovarne v bližini gosto naseljenega območja, zmanjšane zahteve po varnostnih ukrepih in odvisnost od ročnih operacij.
Ugotovljene so bile tudi napake pri nesposobnosti vodenju obrata - pomanjkanje izučenih operaterjev, zmanjšanje varnosti,nezadostno vzdrževanje in nezadovoljivi načrti pri reševanju nesreče.
Kemični proces, uporabljen v tovarni Bhopal, je sinteziral metilamin s fosgenom za pridobitev MIC (metil izocianat), ki je bil nato reagiran z 1-naftolom, da proizvede končni produkt, karbaril. Ta pot pridobitve se razlikuje od drugih MIC pridobivanj, ki so jih uporabljali drugje, pri katerih so uporabljene enake surovine, vendar pa v drugačnem zaporedju. S fosgenom so najprej reagirali naftol, za pridobitev kloroformata, ki je bil nato sinteziran z metilaminom. V zgodnih 80. letih 20. stoletja je povpraševanje za pesticide upadlo, vendar pa se je proizvodnja nadaljevala, kar je pripeljalo do kopičenja neuporabljenega metil izocianata.

### Delovni pogoji
Poizkušanja, da se zmanjšajo stroški, so vplivala na zaposlene v tovarni in njihove delovne pogoje. Kurzman zagovarja, da »reduciranja pomenijo manj stroge kontrole kakovosti in tako ohlapnejše varnostne predpise. Pušča cev? Ne je zamenjati, je bilo naročeno zaposlenim.... MIC delavci potrebujejo več izobraževanja? Lahko bi zmogli s slabšimi. Napredovanja so bila zadržana, kar je močno vplivalo na moralo zaposlenih in odhode nekaterih od najbolj usposobljenih drugam... Delavci so bili prisiljeni uporabljati angleška navodila, čeprav jih je le malo imelo osnove tega jezika«.
Do leta 1984 je z MIC delalo le še šest od dvanajstih operaterjev in tudi število nadzornega osebja se je zmanjšalo za pol. V nočni izmeni ni bilo nikogar, ki bi kontroliral vzdrževanje in kontroliranje instrumentov je potekalo le vsaki dve uri, ne kot prej, ko je bilo potrebno preverjanje vsako uro. Zaposleni so se glede reduciranj pritožili delovnemu sindikatu, vendar pa so bili ignorirani. Neki delavec je bil odpuščen po tem, ko je bil na petnajstdnevni gladovni stavki. 70 % zaposlenih je bilo oglobljenih pred nesrečo, ker so zavrnili, da bodo odstopali od ustreznih varnostnih predpisov pod pritiskom s strani vodstva.
Poleg tega so nekateri opazovalci, kot npr. tisti, ki pišejo študije primerov za okoljevarstveno trgovanje, kot del Mandala projekta iz Ameriške univerze, izpostavili problem resnega komunikacijskega problema med vodilnimi v UCC in njihovimi indijskimi operacijami, karakterizirano s »starševska podjetja so dvignila roko nad čezoceanske operacije« in »kulturne nepremagljivosti«. Kadrovsko vodenje politike je povzročilo izseljevanje kvalificiranih delavcev za boljša in varnejša delovna mesta.

### Oprema in varnostni predpisi
Leta 1998 se je med civilnimi akcijskimi tožbami v Indiji izkazalo, da so bile za razliko od UCC tovarn v ZDA, hčerinske tovarne v Indiji popolnoma nepripravljene za probleme. Nobenih akcijskih načrtov ni bilo zagotovljenih, v primeru nesreče, takšnih razsežnosti. To vključuje tudi neobveščanje lokalnih avtoritet za količine nevarnih kemikalij, ki so jih uporabljali in proizvajali v tovarni Bhopal.
Alarmi v shranjevalnikih, ki so vsebovali MIC, niso delovali že štiri leta.
Bil je le še en ročni pomožni sistem, v primerjavi s štiri stopenjskim pomožnim sistemom v ZDA.
Gorilni stolp in pralnik plinov sta bila neuporabna že pet mesecev pred nesrečo. Pralnik plinov torej uhajajočih plinov ni obdelal z natrijevim hidroksidom (kavstična soda), kar bi lahko znižalo koncentracijo plina na varno stopnjo. Tudi če bi pralnik deloval, po Weir, preiskave po nesreči kažejo, da je bila največja vrednost pritiska, ki ga je zmogel pralnik preslaba, saj bi lahko izčrpal le 1/4 plina, ki je bil prisoten pri nesreči. V nadaljevanju, tudi gorilni stolp je bil nepravilno zasnovan in bi lahko predelal le 1/4 plina, ki je bil izpuščen leta 1984.
Da bi zmanjšali stroške energije, je bil hladilni sistem, ki je bil zasnovan, da preprečuje izhlapevanje MICja, izklopljen- MIC je bil na 20 °C (sobna temperatura) in ne na priporočenih 4,5 °C. Nekateri hladilni sistemi so bili uporabljeni drugje.
Parni bojler, namenjen za čiščenje cevi, ni bil v uporabi iz neznanih razlogov.
Varnostni ventili, ki bi preprečili, da voda iz cevi ne bi puščala v MIC rezervoarje, niso bili vstavljeni, zaradi neustreznosti le teh. Njihovo nevgradnjo so izpustili iz kontrolnega lista.
Pritisk vode je bil preslab, da bi razpršil uhajajoče pline iz zaloge. Ni mogel pršiti dovolj visoko, da bi zmanjšal koncentracijo uhajajočih plinov.
Po mnenju upraviteljev je bil merilni instrument za pritisk v MIC rezervoarjih v okvari že približno en teden. Uporabljali so druge rezervoarje, namesto da bi popravili pokvarjenega. Naraščanje temperature in pritiska je bil verjetno glavni vzrok za količino izpuščenega plina. UCCjeve preiskovalne študije so ovrgle to hipotezo. V noči nesreče so ugotovili, da je voda prišla v rezervoar. Zaposleni so kljub temu uspeli premostiti eno tono MICja v reakcijsko posodo s povišanjem pritiska v rezervoarju 610, z upanjem, da so problem rešili.
V uporabi so bili ventili iz jekla z ogljikom (ogljikovo jeklo), čeprav takšni ventili v stiku s kislino, rjavijo. Najden je bil tudi del ventila, ki je prepuščal vodo, katera je prišla v MIC shranjevalnike. Ventil na cevi ni bil popravljen, zaradi prepričanja, da bi popravilo vzelo preveč časa in povzročilo preveč izdatkov.
UCC je priznala, da v noči nesreče ni bilo nobenih varnostnih sistemov, ki bi delovali.
Zasnova MIC tovarne je bila, z upoštevanjem vladnih navodil, »indializirana«, s strani UCIL inženirjev, z maksimiranjem uporabe domorodnih surovin. Ugledna indijska podjetja, kot so: Humphreys in Glasgow svetovanje, so bili glavni svetovalci, Larsen in Toubro so proizvedli MIC rezervoarje in Taylor of India so izdelali potrebne instrumente.

### Pretekla opozorila in nesreče
Prišlo je do vrste predhodnjih opozoril in MIC povezanih nesreč:
- leta 1976 sta dva sindikata opozorila na onesnaženje planeta.[4][20]
- leta 1982 je bil neki zaposleni izpostavljen fosgenu. V paniki si je odtrgal zaščitno masko in inhaliral veliko količino plina fosgen: umrl je 72 ur kasneje.[4][20]
- januarja 1982 je prišlo do uhajanja plina fosgena. Plinu je bilo izpostavljenih 24 delavcev, ki so morali biti hospitalizirani. Nikomur od delavcev ni bilo ukazano nositi zaščitne maske.
- februarja 1982 je uhajanje MICja okužilo 18 delavcev.[4][20]
- avgusta 1982, je kemični inženir prišel v stik s tekočim metil izocianatom, kar mu je povzročilo hude opekline, ki so pokrile več kot 30 % njegovega telesa.[4][20]
- septembra 1982 je novinar iz Bhopala, Raajkumar Keswani, začel pisati o prihajajoči nesreči, v lokalnem časopisu »Rapat«. Glavni naslovi, eden za drugim »Rešite, prosim rešite to mesto«, »Bhopal sedi na vrhu vulkana« in »Če ne razumete, boste bili izbrisani«, niso bili resno vzeti.[27]
- oktobra 1982 je prišlo do uhajanja MICja, metilkarbil klorida, kloroforma in klorovodikove kisline. V poizkušanju ustavitve uhajanja, je MIC nadzornik utrpel hude kemične opekline in dva podrejena sta bila izpostavljena nevarnim plinom.[4][20]
- med letom 1983 in 1984, so takšna uhajanja postala pogosta v tovarni MICja; MIC, klor, monometilamin, fosgen in ogljikov tetraklorid, včasih v kombinaciji.[4][20]
- poročila znanstvenikov iz korporacije UC oddana več mesecev pred nesrečo, so opozarjala na možnost nesreče, skoraj identično takšni, ki se je v Bhopalu zgodila.[4][19]
- UCC je bila opozorjena s strani ameriških strokovnjakov, ki so tovarno obiskali leta 1981, ko je zgodila potencialna »pobegla katastrofa« v MIC shranjevalniku; lokalne indijske avtoritete so opozorile podjetje glede večjih problemov od leta 1976 naprej. Še enkrat so bila tudi ta opozorila preslišana.[4][19]

## Nesreča
Novembra 1984 večina varnostnih sistemov ni delovala. Veliko ventilov in cevi je bilo v slabem stanju. Rezervoar 610 je vseboval 42 ton MICja, veliko več kot so ga dovoljevali varnostni predpisi. V noči iz 2. na 3. december je večja količina vode stekla v rezervoar 610. Termalni postopek se je začel, kateremu je med drugimi prisostvovala še visoka temperatura. Reakcija je povzročila visoko naraščanje temperature v rezervoarju- nad 200 °C. To je sprožilo varnostne ventile, kar je povzročilo uhajanje večje količine strupenih plinov. Prisotnost rjastega jekla na ceveh je še pospešila širjenje. Znano je, da so delavci čistili cevi z vodo. Ni jim bilo naročeno, da vanje vstavijo varnostne ventile. Zaradi tega in pa slabega vzdrževanja so zaposleni menili, da je možno, da je voda vdrla v MIC rezervoar. UCC pa je mnenja, da je prišlo do sabotaže. Menijo, da je nezadovoljen delavec namerno priklopil cev na merilnik pritiska.

### Kronologija nesreče
V tovarni
- 21:00 Prične se vodno čiščenje cevi.
- 22:00 Voda vstopi v rezervoar 610, reakcija se prične.
- 22:30 Plini so izpuščeni iz gorilnega stolpa.
- 00:30 Vključi se alarm, ki pa ga izklučijo.
- 00:50 Alarm se zasliši po celi tovarni. Zaposleni zbežijo.

Zunaj
- 22:30 Prve reakcije na plin se začutijo: dušenje, kašelj, pekoče oči in bruhanje.
- 1:00 Policija je obveščena. Evakuirajo prebivalce v okolici tovarne. UCC direktor zanika kakršnokoli uhajanje.
- 2:00 Prvi ljudje prispejo v bolnišnico Hamidia. Simptomi vključujejo motnje vida in slepoto, dihalne težave, penjenje okoli ust in bruhanje.
- 2:10 Alarm se zasliši tudi zunaj tovarne.
- 4:00 Plini so pod kontrolo.
- 7:00 Policija objavi: »Vse je normalno«.

## Posledice

### Kratkoročne zdravstvene posledice
Uhajanje je povzročilo veliko kratkoročnih zdravstvenih težav v okoliških področjih. Poleg MICja, bi lahko plinski oblak vseboval še fosgen, hidrogen cianid, ogljikov oksid, nitrogenske okside, monometil amin, ogljikov dioksid, kateri pa je bil lahko proizveden v rezervoarju ali pa v ozračju.
Plinski oblak je bil sestavljen predvsem iz gostejših materialov v zraku, ostal je nizko pri tleh in se razširil po okolici. Prvotni učinki izpostavljenosti so bili kašljanje, bruhanje, draženje oči in dušenje. Ljudje so pobegnili stran od tovarne, saj so že čutili takšne simptome. Tisti, ki so tekli, so inhalirali več plina, kot pa tisti, ki so imeli vozila. Manjši in lažji ljudje in pa otroci so inhalirali večje koncentracije. Veliko ljudi je bilo pohojenih med tem, ko so poskušali zbežati.
Na tisoče ljudi je podleglo posledicam do jutranjih ur. Bilo je veliko masovnih pogrebov in upepelitev, kot tudi odlaganj teles v reko Narmada. 170.000 ljudi je bilo zdravljenih v bolnišnicah in začasnih zdravstvenih ustanovah. 2000 bivolov, koz in drugih živali je bilo najdenih in pokopanih. V nekaj dneh so listi na drevesih porumeneli in odpadli. Zaloge vode, vključno s hrano, so postale omejene, dobavitelje pa je postalo strah za lastno varnost. Prepovedano je bilo tudi ribarjenje, kar je še bolj omejilo zaloge.
Vsega skupaj 36 okrožij je bilo s strani vlade označenih, da so bili izpostavljeni plinskemu oblaku; na ogroženemu področju je živelo 520.000 ljudi. 200.000 teh ljudi je bilo mlajših od 15 let in 3000 je bilo nosečnic. Leta 1991 je bilo potrjenih 3.928 smrtnih žrtev. Neodvisne organizacije so zabeležile 8000 smrti v prvih dneh. Ostale zabeležbe nihajo med 10.000 in 30.000 žrtev. Od 100.000 do 200.000 ljudi pa je utrpelo trajne zdravstvene posledice različnih stopenj.
Akutni simptomi so bili: pekoč občutek na dihalih in očeh, krči, zasoplost, bolečine v želodcu in bruhanje. Vzroki smrti so bili: zadušitev, zastoji vitalnih organov in pljučni edemi. Ugotovitve na obdukcijah so pokazale spremembe, ne samo v pljučih, ampak tudi cerebralni edem, tubularna nekroza ledvic, zamaščenost jeter in enteritis. Naraslo je rojstvo mrtvih otrok in to, kar za 300 % in pa smrti še nedonošenih otrok za 200 %.

### Debata o vodikovem cianidu
Ali je bil vodikov cianid prisoten v plinski mešanici, je še vedno kotraverzno. MIC se pri izpostavljenosti visoki temperaturi, razgradi v vodikov cianid (HCN). Po Kullingu in Lorinu je pri +200 °C, 3 % plina HCN. Vendar pa je po neki drugi znanstveni publikaciji rečeno, da začne MIC razpadati na HCN in druge snovi šele pri 400 °C. Koncentracija 300 pum lahko privede do takojšnjega kolapsa.
Laboratorijske študije znanstvenikov CSRIja in UCCja ne kažejo na to, da bi v plinski mešanici zaznali kaj HCNja ali njegovih stranskih produktov. Kemično je HCN znan po tem, da se izredno dobro odzove z MIC. Znan je tudi po tem, da reagira z žveplovo kislino, amonijakom in metilaminom (tudi proizveden v shranjevalniku 610 med reakcijo vode in kloroforma) in tudi sam s sabo pod kislimi pogoji, da oblikuje trimer HCNja, imenovan triazen. Nobenih HCN stranskih produktov ni bilo zaznanih v ostankih shranjevalnika.
Intravenozna injekcija protistrupa natrijevega tiosulfata (Na2S2O3) poveča stopnjo spremembe cianida v nestrupen tiocianat. Zdravljenje je bilo predlagano že zgodaj po nesreči, vendar pa se je zaradi zmede v zdravstvenih ustanovah, takšno zdravljenje pričelo šele junija 1985.

### Dolgoročne zdravstvene posledice
Ocenjeno je, da je med 100.000 in 200.000 ljudi utrpelo dolgoročne zdravstvene poškodbe. Zabeleženi simptomi: so problemi z očmi, problemi z dihali, imunske in nevrološke nepravilnosti, srčne odpovedi in sekundarne poškodbe pljuč, reprodukcijske težave in prirojene okvare med otroci. Indijska vlada in UCC zanikata, da so permanentne poškodbe posledica MICja in drugih plinov.

## Posledice uhajanja
- Medicinsko osebje ni bilo pripravljeno na tisoče žrtev.[4]
- Zdravniki in bolnišnice niso bili obveščeni o ustreznih metodah zdravljenja za vdihovanje plina MIC. Rečeno jim je bilo, da bolnikom dajo zdravilo proti kašlju in kapljice za oči.[4]
- Plin je v trenutku povzročil vidne poškodbe na drevesih. V nekaj dneh so listi padli z dreves.[4]
- 2.000 živalskih trupel je bilo potrebno odstraniti.[4]
- "Operacija Faith": 16. decembra sta bila še preostala shranjevalnika MIC 611 in 619 izpraznjena. To je pripeljalo do druge masovne evakuacije iz Bhopala.[4]
- Masovne pritožbe so se razširile na račun pomanjkanja informacij in napačnih informacij. Interni zdravnik ni imel ustreznih informacij o lastnostih plinov. Tiskovni predstavnik Indije je dejal "Carbride se bolj zanima za pridobivanje informacij od nas, kot nam pomaga pri delu.[4]
- Od leta 2008 UCC ni sprostil nobenih informacij o možni sestavi oblaka.[4]
- Izdane so bile uradne izjave, da so zrak, voda, rastlinstvo in živila varna znotraj mesta. Hkrati so bili ljudje obveščeni, da je perutnina nespremenjena, rib pa naj se ne bi uživalo.[4]

### Odškodnina od Union Carbida
- Indijska vlada je sprejela zakon, s katerim je vladi dodelila pravico, da zastopa vse žrtve v ali izven Indije.[4]
- UUC je ponudila 350 milijonov USD zavarovalne vsote.[4] Indijska vlada je terjala od UUC-ja 3.3 bilijonov.[4] Leta 1989 so se poravnali in UCC je plačal 470 milijonov USD (vrednost zavarovanja plus obresti) v zadnji civilni in kazenski poravnavi.[4]
- Ko je UCC hotel prodati svoje delnice v UC-ju, je vrhovno sodišče določilo, da morajo financirati 500 bolnišničnih postelj za nego za preživele. Bolnišnica v Bhopalu in raziskovalni center (BMHRC) sta odprla svoja vrata leta 1998. Bili so dolžni nuditi brezplačno nego vsem preživelim osem let.[4]

### Gospodarska obnova
- Po nesreči ni bila registrirana nobena oseba pod 18 leti. Število otrok, ki je bilo izpostavljenih plinu, je bilo najmanj 200.000.[4]
- Dva dni po tragediji je bilo opaziti takojšnje olajšanje.[4]
- Leta 1985 so začeli veljati dobrodelni ukrepi. Delila se je hrana in boni za obroke.[4]
- Predvidena je bila pokojnina za vdovele v višini 200 d.e., kasneje pa 750 d.e..[4]
- Vsi, ki so imeli prihodke nižje od 500 d.e., so prejeli enkratno denarno pomoč v višini 1.500 d.e.[4]
- Vsak, ki je vložil odškodnino, je bil pregledan s strani zdravnika. Na sodišču so morali vsi dokazati »onkraj razumnega dvoma«, da je bila poškodba oziroma smrt posledica izpostavljenosti. Leta 1992 je moralo 44 % upravičencev še vedno hoditi na zdravniške preglede.[4]
- Leta 1990 so bile izdane odredbe na podlagi katerih, je bila družinam, katerim se je rodil otrok pred katastrofo, izplačana odškodnina v višini 200 d.e..[4]
- V povprečju je odškodnina(vključno z izdajo začasne odredbe) za telesne poškodbe znašala 25.000 d.e. Odškodnina za primer smrti pa je znašala v povprečju 62.000 d.e..[4]
- Po izdaji odločb je bilo več otrok poslanih v šolo, več denarja je bilo porabljenega za zdravljene, hrano in izboljšanje bivalnih razmer.[4]
- Podpora pri upravljanju z registracijami in distribucijo je pokazala številne pomanjkljivosti.[34]
- V letu 2007 je bilo 1.029.517 primerov prijavljenih in zaključenih. 574.304 je bilo oddanih primerov in 455.213 zavrnjenih zadev. Odškodnine so znašale 1.546.47 d.e..[35]
- Zneski, ki so bili izplačani, so bi bili s strani tožečih strank zavrnjeni. Znesek izplačanih odškodnin bo veliko večji od 10 bilijard d.e., ko bodo vsi primeri zaključeni.[4]

### Poklicna rehabilitacija
- 33 od 50 načrtovanih hal za žrtve plina so začele delovati. Vse razen ene so bile zaprte do leta 1992.[4]
- Leta 1986 je vlada investirala v posebni industrijski del Bhopala. Zgradili so 152 delovnih hal od 200. Leta 2.000 je 16 delovnih hal vsaj delno delovalo.[4]
- Ocenjeno je bilo, da bo 50.000 oseb potrebovalo nadomestno delovno mesto in, da je manj kot 100 žrtev plina našlo zaposlitev v okviru vladnega programa.[4]

### Bivalna rehabilitacija
- 2.486 stanovanj je bilo zgrajenih v dvo in štiri nadstropnih zgradbah zunaj Bhopal-a. Voda ni dosegla zgornjega nadstropja, ljudje pa so se morali odpovedati govedu. Infrastruktur, kot so avtobusi, šole, itd. ni bilo še vsaj eno desetletje.[4]

### Zdravstveno varstvo
- Takoj po katastrofi je bil zdravstveni sistem izredno preobremenjen. Vlada je v nekaj tednih ustanovila veliko število bolnišnic, klinik in mobilnih enot na prizadetih območjih.[4]
- Zdravstvene skupine so ustanovile Zdravstveno središče , ki je deloval še nekaj let po letu 1985.[4]
- Veliko število zasebnikov je začelo delovati v Bhopalu od nesreče naprej. Kar 70 odstotkov posameznikov se je izkazalo za strokovno neusposobljenih.[4]
- Indijska vlada se je osredotočila na povečanje osnovnih bolnišničnih storitev za vse žrtve. Veliko bolnišnic je bilo zgrajenih po nesreči. Leta 1994 je bila 1,25 postelje na 1.000 prebivalcev. Priporočila svetovne banke so 1 postelja na 1000 prebivalcev v državah v razvoju.[4]
- The Bhopal Memorial Hospital and Research Centre (BMHRC) je bolnišnica s 350 posteljami, kjer opravljajo tudi kirurgijo srca in hemodializo. Bolnišnici primanjkujejo specialna znanja na področju ginekologije, porodništva in pediatrije. Osem mini enot je začelo delovati. Brezplačno zdravstveno varstvo žrtve katastrofe naj bi bilo ponujeno do leta 2006.[4] Vlada se je soočila z različnimi težavami kot so stavke in kakovost zdravstvenega varstva je zelo sporna.[36][37]
- Sambhavna Trust je dobrodelna organizacija, ki je bila ustanovljena leta 1995. Organizacija deluje brezplačno in žrtvam zastrupitve s plinom nudi zdravljenje s sodobno in alternativno medicino.[4][38]

### Sanacija okolja
Po zaprtju tovarne med letoma 1985-1986 so bile cevi, bobni in cisterne očiščene in prodane. MIC in ploščadi so še vedno tam in služijo kot skladišče za različne ostanke. Izolacijski material odpada in se širi.
Območje okoli ploščadi je služilo kot območje za odlaganje nevarnih kemikalij. Leta 1982 je bilo potrebno zapustiti neke vrste vodnjak, ki je bil v bližini tovarne UUC. Laboratorijski testi UUC-ja so leta 1989 pokazali, da so tla in voda v vzorcih iz bližine in notranjosti obrata strupeni za ribe. Tudi druge številne študije so pokazale, da so na območju onesnažena tla in podzemna voda.
Znane sestavine v plinskem oblaku so naftol, naftalen, pesticid karbaril, ostanki katrana, živo srebro, strupeni organski kloridi, hlapljive sestavine organskih kloridov, krom, baker, nikelj, svinec, heksakloroetan,heksaklorobutadien in pesticid heksakloroheksan.
Za zagotovitev varne pitne vode za prebivalce v okolici UCC tovarne je bila pripravljena shema za izboljšanje oskrbe z vodo.
Decembra leta 2008 je višje sodišče zvezne države Madja Pradeš odločilo, da morajo strupene odpadke sežgati v mestu Anklešvar v Gudžaratu.

## Obramba Union Carbid-a
Union Carbide, ki je zdaj v lasti Dow Chemical Company, je na svoji spletni strani zanikal obtožbe, ki so se nanašale na tragedijo. Podjetje je prepričano, da je prišlo do nesreče zaradi sabotaže, ker so bili varnostni sistemi vzpostavljeni in operativni. Poudarja pa tudi, da so storili vse, za lajšanje trpljenja ljudi po nesreči.

## Preiskava morebitne sabotaže
Teorije o tem kako naj bi voda vstopila v rezervoar se razlikujejo. V tistem času so delavci čistili zamašene cevi z vodo, le nekaj metrov stan od rezervoarja. Delavci menijo, da je bil vstop vode v rezervoar mogoč, med čiščenjem, ker niso uporabili pomožnih cevi, katerim so puščali ventili, kar pomeni da rezervoar ni bil pod pritiskom. Voda, ki ni pravilno odtekala skozi odzračevalni ventil, se je nakopičila v ceveh, je narasla in se po drugih ceveh zlila v posodo za shranjevanje MIC-a. Ko se je vode zbralo do višine 6 metrov (20 čevljev), je možno da je odtekla nazaj v sistem. Druga možnost pa je, da se je voda vrnila v sistem preko sistema, ki je bil šele pred kratkim priključen "jumper line". Indijski znanstveniki predvidevajo , da je bil ta sistem napačno zasnovan. Nobene od vstopnih poti vode v sistem, ni bilo mogoče ponoviti pri testiranju s strani Osrednjega raziskovalnega urada (CBI) in UCIL inženirjev.
Podjetje navaja rezultate preiskave, ki jih je opravilo inženirsko podjetje Arthur D. Little, katero je ugotovilo, da je lahko en sam delavec, namerno in prikrito povečal količino vode v rezervoarju MIC, s tem da je odstranil merilnik pritiska, voda pa je naraščala preko dovoljene meje. Podjetje Carbide trdi, da odvečna voda ni prišla v rezervoar po nesreči, varnostni sistemi pa niso zasnovani za primer sabotaže. V dokumentih Arthur D. Littla je razvidno, da sta poskušala Osrednji raziskovalni urad in UCIL, za vzrok nesreče predpostaviti hipotezo, da je voda v rezervoar prišla pri pranju cevi. Te teorije so bile ovržene. UCC-jevi preizkovalci so ugotovili številne prirejene zapise, da bi se zakril incident, preiskavo pa je ovirala tudi indijska vlada, da ne bi prišlo do pregona odgovornega delavca in ugotovitve njegove domnevne malomarnosti pri delu.

## Vprašanje varnosti in opreme
Podjetje je zanikalo trditev, da so ventili pri rezervoarju slabo tesnili in ima dokumentiran dokaz iz preiskave po nesreči, da je bil ventil poleg vode za pranje, zaprt in je tesnil. Poleg tega je bil vzpostavljen varnostni sistem, kateri bi preprečil nenadzorovan vstop vode v rezervoar. Carbide navaja, da so bila vsa vprašanja, ki se nanašajo na varnost leta 1982 rešena pred letom 1984 in, da nihče od njih ni bil vpleten v nesrečo.
Podjetje je priznalo, da varnostni sistem ne bi mogel preprečiti kemične reakcije takšnih razsežnosti, ki jo je povzročilo puščanje plina. V Caribe pri načrtovanju varnostnega sistema, ni bila vključena možnost kemične reakcije takšnih razsežnosti, ker je imel rezervoar plina sistem, ki samodejno preprečuje vstop tako velike količine vode. Namesto tega trdijo, da je delavec s sabotažo preprečil brezhibno delovanje sistema, kar je bil vzrok za tragedijo.

## Odgovornost
Podjetje poudarja, da je neposredno ukrepalo in pomagalo žrtvam nesreče. 4. decembra, dan po uhajanju plina, je Union Carbide poslalo gradivo, za pomoč več mednarodnim strokovnjakom, za ocenitev zdravstvenega stanja v Bhopalu.
Union Carbide navaja na svoji spletni strani, da je indijski predsednik 11. decembra 1984, iz sklada za nesreče namenil 2.000.000 USD.
Podjetje pa je skladu za zaposlene namenilo več kot 5.000.000 USD.
V avgustu 1987 je bilo še dodatnih 4.000.000 USD. namenjenih v humanitaren sklad.
Union Carbide navaja, da se je zavezalo za več ukrepov za zagotavljanje stalne pomoči žrtvam nesreče v Bhopalu po razsodbi sodišča, vključno z:
- prodajo svojega 50,9 odstotka deleža v UCIL v aprilu 1992 in ustanovitve dobrodelnega sklada, s prispevkom k izgradnji lokalne bolnišnice. Prodaja je bila končana novembra 1994. Bolnišnica se je začela graditi oktobra 1995 in je bila odprta leta 2001. Podjetje je vložilo v sklad 90.000.000 USD, od prodaje svojega deleža pri UCIL. Bolnišnica skrbi za zdravljenje težav s srcem, pljuč in oči.[41]
- z zagotavljanjem 2.200.000 USD nepovratnih sredstev za tehnični center Arizona State University, ki je bil zgrajen in odprt, kasneje pa ga je vlada zaprla.[45]
- doniranjem 5.000.000 USD  Indijskemu Rdečemu križu.[45]
- razvijanjem sistema Responsible Care, ki z drugimi člani v kemični industriji, nudi pomoč pri preprečevanju takšnih dogodkov v prihodnosti, z izboljšanjem ozaveščenosti družb, boljše pripravljenosti in visokimi varnostnimi standardi.[44]

## Dolgoročne posledice
Pravni postopki proti Union Carbidu se nanašajo predvsem na odpravljanje posledic nesreče. Postavljajo pa se tudi druga vprašanja, ki se nanašajo na težave s še vedno trajajočo kontaminacijo tekočin in sistem čiščenja, katerega uporablja Union Carbide, ter z 2004 potegavščino.

## Pravni postopki proti Union Carbidu
Pravni postopki, ki vključujejo UCC, ameriško in indijsko vlado, lokalne oblasti v Bhopalu in žrtve nesreče, so se začeli takoj po nesreči.

## Sodni postopki
14. decembra 1984 je predsednik in generalni direktor Union Carbida, Warren Anderson, poslal zagotovilo ameriškemu kongresu, s poudarkom »o zavzemanju za varnost«, da se takšna nesreča ne more ponoviti. Indijska vlada pa je marca 1985 sprejela zakon Bhopalska plinska nesreča, ki deluje kot pravni zastopnik žrtev nesreče, s tem pa začela pravni postopek.
Leta 1985 je demokrat Henry Waxman (Kalifornija) pozval ameriško vlado k preiskavi Bhopalske nesreče, kar je povzročilo spremembo v zakonodaji ZDA, o izpuščanju strupenih kemikalijah v Združenih državah Amerike.
Marca 1986 je Union Carbide predlagala poravnavo odvetnikom v ZDA za tožeče stranke v višini 350.000.000 USD in 20-letni sklad za žrtve Bhopala v višini 500-600 milijonov USD. V maju je bilo sojenje preneseno iz ZDA v Indijo; ZDA so se pritožila na to odločitev leta 1987, češ da je UCIL ločen subjekt in ni last indijske države. Sodnik v ZDA je odobril zahtevo UCC, da primer prevzame Indija. To je pomenilo, da ima na podlagi zvezne zakonodaje v ZDA, Indija pristojnosti za razsodbo.
Pravda v Indiji se je nadaljevala do obdobja 1988. Indijska vlada je na Indijskem vrhovnem sodišču od UCC terjala 350.000.000 USD. Dogovarjanja o poravnavi so se začela novembra 1988. Končne izvensodne poravnave pa so se na sodišču dorečene leta 1989: Union Carbide se je strinjal s plačilom 470.000.000 USD za škodo, ki je nastala v nesreči v Bhopalu, to je 15 % od prvotnega zahtevanega zneska. Do konca oktobra leta 2003 je bilo iz Bhopalskega sklada, za posledice tragedije in rehabilitacijo izplačano za 554.895 $ odškodnin in 15.310 $ nadomestil svojcem umrlih. Povprečen znesek družini umrlega je znašal 2.200 USD.
Skozi leto 1990 je Indijsko vrhovno sodišče obravnavalo pritožbe zoper poravnavo (pojavljale so tudi peticije). Leta 1991 pa je vrhovno sodišče potrdilo originalno poravnavo v višini 470.000.000 USD in ovrglo peticije, ki so želele spodbijati prvoten dogovor o poravnavi. Sodišče je odredilo indijski vladi, da mora kriti stroške zavarovanja 100.000 osebam, katerim se lahko kasneje pokažejo simptomi nesreče, kriti pa mora tudi primankljaj v skladu Bhopalske bolnišnice v vrednosti 17.000.000 USD, za posebno obravnavo žrtev nesreče. Podjetje se je s tem strinjalo.

## Obtožbe proti Warrenu Andersonu in drugim
UCC predsednik in direktor Warren Anderson je bil aretiran in izpuščen proti varščini, ko ga je prijela Madhya Pradesh policija v Bhopalu 7. decembra 1984. Aretacija, ki je potekala na letališču, je zagotovila varnost Andersonu pred bhopalsko skupnostjo. Anderson je bil sprejet v hišo UCC je, od tam je bil izpuščen šest ur kasneje po plačilu 2.100 $ varščine in odletel z vladnim letalom. Indijska vlada je leta 1987 pozvala Andersona, osem drugih izvršnih direktorjev in dve podružnici družbe, naj se zglasijo na indijskem sodišču, kjer bodo obtoženi umora. UCC se je uprla, rekoč da podjetje ni v indijski pristojnosti.
Leta 1991 so lokalne bhopalske oblasti obtožile Andersona, ki se je upokojil leta 1986, z ubojem. To je zločin, za katerega je maksimalna zagotovljena kazen 10 let zapora. Ker se ni zglasil na sodišču, kjer je bil glavni obtoženec večkratnih umorov, je bil 1. februarja 1992, pod vodstvom načelnika pravosodnega bhopalskega magistrata, proglašen za ubežnika pred pravico. Indijski vladi so bili dani ukazi, da naj v ZDA pošljejo poziv za izročitev.
Vrhovno sodišče ZDA je zavrnilo obravnavo odločbe, ki so ga oktobra 1993 sprejela nižja federalna sodišča, kar je pomenilo, da žrtve bhopalske nesreče ne morejo terjati odškodnine od ameriškega sodišča.
Leta 2004 je indijsko vrhovno sodišče ukazalo indijski vladi, da naj žrtvam sprostijo vse ostale denarne odškodnine. Socialna komisija bhopalskih ponesrečencev je septembra 2006 sporočila, da so vse prošnje in kompenzacije bile obravnavane in izplačane.
Leta 2006 je Drugo pritožbeno okrožno sodišče v New Yorku potrdilo razrešitev še ostalih zahtev v primeru Bano proti UCC. Ta poteza je blokirala predloge tožečih strank in zahteve za odškodnine. Po mnenju UCCja je ta sodba potrdila dolgoletno UCCjevo stališče in naredila vsemu konec, tako proceduralno kot vsebinsko vprašanja in pritožbe, ki so bile vložene proti UCCju leta 1999, pod vodstvom Haseena Bi in drugih organizacij, ki so predstavljala prebivalce Bholpala.
Junija 2010 je bilo sedem nekdanjih delavcev hčenrinske družbe Union Carbide, indijske narodnosti in v 70ih letih njihove starosti, obsojenih na dve leti zapora zaradi smrti iz malomarnosti. Plačati so morali globo v višini 2.124.000.000 USD. Kmalu po razsodbi so bili izpuščeni proti plačilu varščine. Imena obsojenih oseb so: Keshub Mahindra, nekdanji bivši predsednik Union Carbide Indija; V.P. Gokhale, generalni direktor; Kishore Kamdar, podpredsednik; J. Mukund, vodja del; S.P. Chowdhury, vodja proizvodnje; K.V. Shetty, nadzornik tovarne; and S.I. Qureshi, pomočnik vodje proizvodnje.
Zvezna skupinska tožba, Sahu proti Union Carbidu je trenutno v obravnavi, v pritožbenem postopku pred pritožbenih sodiščem v New Yorku. Spor temelji na odškodnini za telesne poškodbe in spremljanju zdravstvenega stanja in pomoči pri čiščenju posledic oskrbe s pitno vodo za vsa stanovanjska območja v bližini tovarne. Veliko pritožb, ki temeljijo na odškodninah, je prekinjenih zaradi čakanja na izid pritožbe Sahu, pred zveznem okrožnem sodišču v južnem delu New Yorka.

## Spremembe v identiteti korporacije

### Prodaja Union Carbide India Limited
Union Carbide je prodala svojo indijsko hčerinsko podjetje, ki je upravljalo z Bhopalsko tovarno. Prodano je bilo leta 1994, korporaciji Everyday Industries India Limited.

### Pridobitev Union Carbide, s strani podjetja Dow Chemical
Podjetje Dow Chemical je kupilo UCC v letu 2001 za $10.3 milijarde. Podjetje Dow Chemical meni, da je z izplačilom UCCja, izpolnilo svojo finančno odgovornost za nesrečo.

## Nadaljnja kontaminacija
Opuščene kemikalije v tovarni še vedno puščajo in onesnažujejo podzemne vode. Ali kemikalije ogrožajo zdravje, pa je še vedno predmet debate.
Onesnaženja na območju mesta in okolice ni povzročil izpust plina. Okolica ob tovarni je bila uporabljena kot odlagališče za nevarne kemikalije. Do leta 1982 so morali biti vodnjaki v bližini tovarne zapuščeni. Oblasti so leta 1991 obvestile, da je voda v več kot 100 vodnjakih nepitna.
Laboratorijski testi UCCja so leta 1989 pokazali, da so vzorci tal in vode, vzeti iz bližine tovarne, strupeni za ribe. Poročali so, da je enaindvajset območij znotraj obrata, zelo onesnaženih. Leta 1994 so poročali, da je bilo 21% prostorov tovarne, kontaminiranih s kemikalijami.
Preiskave prsti, podtalnice, vodnjakov in rastlin iz okolice UCIL tovarne, ki so jih izvajali Greenpeace in še drugi, so pokazale kontaminacijo okolice s strupenimi težkimi kovinami in kemičnimi sestavinami.
Snovi najdene, glede na poročila, so: naftol, naftalen, Sevin, ostanki katrana, naftola, živo srebro, organski kloridi, krom, baker, nikelj, svinec, heksakloroetan, heksaklorobutadien, ostanki pesticidov HCH (BHC), hlapnih organskih spojin in halogenih organskih snovi. Mnoge od teh onesnaževalcev so našli tudi v materinem mleku.
Leta 2002 je preiskava pokazala prisotnost toksinov, vključno z živim srebrom, tudi svinec, 1,3,5 triklorobenzen, diklorometan in kloroform, v mleku doječe matere. Testi vode iz vodnjakov in podtalnice v okoliških krajih iz leta 1999, so pokazali, da so meje živega srebra 20.000 krat višje, od pričakovanih rezultatov; v zemlji so bile prisotne težke kovine in organski kloridi. Ameriška okoljevarstvena agencija (EPA) je odkrila tudi kemikalije, ki so bile povezane s povzročitvijo raka, kot tudi trikloroetan, ki je znan, da zavira razvoj fetusa, ki je bil 50 krat višji od dovoljene meje.
V raziskovalni oddaji na BBC Radiju 5, 14. novembra 2004, so poročali, da je lokacija še vedno kontaminirana s strupenimi snovmi, vključno z benzenom heksakloridom in živim srebrom, ki jih imajo spravljene v odprtih sodih ali pa so se izgubili nekje pod zemljo. Vzorec pitne vode, vzet iz vodnjaka blizu tovarne, je pokazal znake kontaminacije, ki je bil 500 krat višji od maksimalne dovoljene meje, ki jo proporoča Svetovna zdravstvena organizacija.
Leta 2009, en dan pred 25. obletnico nesreče, je Center znanosti in okolja (CSE) iz Delhija, objavil najnovejše teste raziskave, ki kažejo, da podtalnica oddaljena od tovarne tudi do treh km, vsebuje 38.6 krat več pesticidov kot dovoljujejo Indijski standardi.
BBC je vzel vzorec vode iz občasno uporabljene vodne črpalke, ki se nahaja severno od tovarne. Vzorec, testiran v Angliji, je vseboval 1000 krat več tetraklorida, ki je rakotvoren strup, kot ga priporoča Svetovna zdravstvena organizacija. To dokazuje, da je bila podtalnica onesnažena zaradi strupov, ki so ušli iz tovarne.

## Očitki glede čistilne akcije
Okoljevarstveniki so opozorili, da lahko kontaminacija povzroči desetletno počasno zastrupljanje in bolezni, ki prizadenejo živčni sistem, jetra in ledvice pri ljudeh. Po mnenju aktivistov, obstajajo študije, ki kažejo, da so stopnje raka in drugih težav visoke v regiji. Aktivisti so zahtevali, da Dow Chemicals počisti strupeno odlagališče in pritisnili na indijsko vlado, da od Dow Chemicals zahtevajo več denarja.
UCC navaja, da »po nesreči je UCIL začela s čistino akcijo, pod nadzorom Indijske centralne in državne vladne organizacije«, katera se je nadaljevala po letu 1994, z naslednikom UCIL, ki je Everyday Idustries, do leta 1998. Po tem je čistilno akcijo prevzela oblast v Madja Pradešu. Kritiki čistke, odvzeti od Carbida, kot so Internacionalna kampanja za pravico v Bhopalu, trdijo, da je bilo veliko notranjih presoj zamolčanih; dostopa ni imela niti indijska oblast. Verjamejo, da je Union Carbide nadaljevala s svojimi operacijami v Bhopalu vsaj do leta 1995, preko Hayarana, tudi po prodaji UCIL delnic. Naslednik, Everyday Industries, je nenadoma prepustil vodenje območja enemu oddelku državne vlade, med tem, ko so bili za čistilno akcijo, nadzorovani s strani drugega oddelka. Oblasti v Madja Pradeš so naznanili, da bodo priganjali tako »Dow kot Everyday«, da izvedejo čistilno akcijo kot skupni "krivci".
Naslednik, Eveready Industries India Limited (EIIL), je svoj 99-letni zakup zaključila leta 1998 in prepustila nadzor nad okolico, državni vladi v Madja Pradeš. Trenutno vlada Madje Pradeša poskuša prisiliti Dow in EIIL, da financirata nadaljnjo čiščenje.
7. marca 2009 so se indijski znanstveniki (Indijski svet za medicinske raziskave) (ICMR) odločili, da raziščejo dolgoročne zdravstvene učinke nesreče. Študije se bodo izvedle tudi zato, da ugotovijo ali so strupeni plini povzročili genetske motnje, nizko porodno težo, rast in razvoj bolezni, prirojene okvare in biološke znake MICja/ strupen plinski izpust.

## Potegavščina sklada za poravnavo
Na dvajseto obletnico nesreče, 3.decembra 2004, je bil nek moški z imenom Jude Finisterra, ki je trdil da je predstavnik za Dowa, intervjujan na BBC World News. Trdil je, da je podjetje pristalo, da počisti onesnaženo območje in da se pogodi s tistimi, ki so bili v nesreči poškodovani, za $12 milijard.
Takoj za tem, po 23 minutah, je delnica Dowa padla za 4,2%, kar je pomenilo 2 milijardi dolarjev izgube. Dow je hitro podala izjavo, da nimajo nobenega zaposlenega pod tem imenom, da je bil to nek prevarant, z nikakršno povezavo z Dowom, in da so bile njegove izjave potegavščina. BBC je objavila popravek in opravičilo.
"Jude Finisterra" je bil dejansko Andy Bichlbaum, član aktivistične skupine potegavščin Yes Men. Leta 2002 je Yes Men v javnost izdal ponarejeno sporočilo, kjer pojasnjuje, zakaj Dow ni hotel prevzeti odgovornosti za nesrečo in ustanovil spletno stran, "DowEthics.com", ki je videti kot prava spletna stran Dowa, ampak s popravki, ki so se jim zdeli bolj pravilni o tem, kaj se je resnično zgodilo. Leta 2004, jih je novinar BBC kontaktiral preko pošte in jih prosil za interviju, ki so ga z veseljem sprejeli.
S prevzemom odgovornosti za potegavščino, Bichlbaum razlaga kako je nastalo njegovo lažno ime: "Sveti Juda je glavni svetnik nemogočih stvari in Finisterra pomeni konec sveta". Ta pristop je uporabil, da je privabil pozornost medijskega sveta, da bi pokazal, kako bi Dow lahko pomagal.Democracy Now! Arhivirano 2007-11-15 na Wayback Machine.
Potem ko je bil prvotni intervjuju razkrit, kot potegavščina, se je Bichlbaum pojavil v nadaljnjem intervjuju v Angliji na Channel 4 News. V intervjuju je bil večkrat vprašan, če je upošteval čustva in reakcije ljudi v Bhopalu pri izdelavi potegavščine. Kakor je povedal novinar, "je bilo veliko ljudi v solzah", potem ko so izvedeli za potegavščino. Bichlbaum je dejal, da je, to kar je naredil on minimalno, proti temu za kar so bili zaslužni pri Dow. V filmu leta 2009 Yes Men Fix World, so Yes Men odpotovali v Bhopal, z namenom, da bi ocenili javno mnenje o njihovi potegavščina, in se čudili, da so bili prebivalci hvaležni za prizadevanja in da bi svet opozorili na odgovornost velikih podjetij.

## Podatki za leto 2010
7. junija, je bilo osem UCILovih voditeljev, vključno z nekdanjim predsednikom Keshub Mahindra, obsojenih na dve leti zapora zaradi kaznivih dejanj iz malomarnosti. Zoper kazni so bile vložene pritožbe.
24. junija je glavni štab Indijske vlade odobril paket pomoči. Ta se bo financiral iz dajatev indijskih davkoplačevalcev, preko indijske vlade.
19. avgusta, je namestnik ameriškega svetovalca za nacionalno varnost Michael Froman dejal, da bi nadaljnjo preganjanje v Bhopalskem primeru, imelo negativni učinek na naložbe ZDA.
20. avgusta 2010, je zunanje ministrstvo Združenih držav Amerike objavilo, da je Bhopalska nesreča, pravno zaključena.

## Glasbeni pokloni
- "No Thunder, No Fire, No Rain", od Tim Finn,iz albuma leta 1986 Big Canoe, predstavlja lirično pripoved nesreče.
- Pesem R.S.V.P.avtorja B. Dolan, se nanaša na Bhopalsko nesrečo
- "Bhopal (Driftnet Plan)", avtor: Bob Wiseman, iz 1989 albuma "In Her Dream: Bob Wiseman poje Wrench Tuttle«, raziskuje, kdo je kriv za nesrečo.
- "Close My Eyes" iz albuma Exorcise This Wasteland leta 1987, ki ga izvajajo Single Gun Theory

### Novice
- Bhopal's health effects probed, BBC poročila 26 March 2009
- "Bhopal faces risk of 'poisoning'", BBC poročila, 14 Nov 2004
- 25 years on, Bhopal gas victims still suffering, DNA Indijski časopis
- 25 years after Bhopal gas tragedy, plant to be open to public, Indijski-Express časopis
- Bhopal court to pronounce historic judgment in gas leak case on Monday Arhivirano 2010-08-13 na Wayback Machine. The Hindu June 6, 2010
- Times of India Search "Bhopal"
- Union Carbide rejects Bhopal court's verdict Rediff News June 7, 2010
- India reopens Bhopal toxic gas leak case, Guardian, August 31, 2010
- Bhopal Gas Tragedy Železniški uradnik opisuje koko je sprejel žrtve, ki so prišle z vlakom, 2002

### Filmi
- Bhopali, a documentary feature Režija: Van Maximilian Carlson
- Twenty Years Without Justice: The Bhopal Chemical Disaster Arhivirano 2009-11-17 na Wayback Machine. Mednarodna kampanja za pravico v Bhopalu video
- »One Night in Bhopal«. BBC News. 2. december 2009. Pridobljeno 1. januarja 2010.
- It Happened in Bhopal, 27. Avgust 2007
- Shrouds of Silence, Avgust 2008
- The Bhopal Chemical Disaster. documentary film
- Hundreds of Survivors of Bhopal Disaster Protest President Obama's 2010 India Visit - video report by Democracy Now!

### Slike
- No More Bhopals Arhivirano 2010-05-17 na Wayback Machine., Micha Patault
- Raghu Rai, 1984
- Pablo Bartholomew Arhivirano 2010-12-10 na Wayback Machine., 1984
- The Ghosts of Bhopal Arhivirano 2007-12-22 na Wayback Machine., Skupni jezik projekt
- Child killed by the poisonous gas leak in the Union Carbide chemical plant disaster Arhivirano 2006-10-01 na Wayback Machine., World Press Photo of the Year, 1984
- Poison in Bhopal Arhivirano 2012-12-09 at Archive.is, ReMedAct, 2008
- Bhopal XXV Arhivirano 2010-12-12 na Wayback Machine., Stephane Bouillet
- Bhopal Gas Tragedy – 25 Years On | 26 Photos, Reuters India
- 25th anniversary of the Bhopal disaster, The Boston Globe